# Velho do Restelo

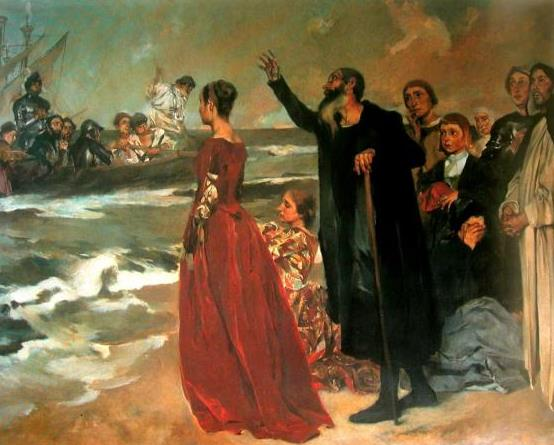
O Velho do Restelo (1904), por Columbano Bordalo Pinheiro no Museu Militar de Lisboa.

Velho do Restelo é uma personagem introduzida por Luís de Camões entre as estrofes 94 e 104 do canto IV da sua obra Os Lusíadas. O Velho do Restelo é variamente interpretado como símbolo dos pessimistas, dos que não acreditavam no sucesso da epopeia dos Descobrimentos Portugueses, e surge na largada da primeira expedição à Índia com avisos sobre a odisseia que estaria prestes a acontecer: No episódio, narra-se a partida de Vasco da Gama aos mares (a saída do porto, ainda em Portugal). Um ancião (o Velho do Restelo) põe-se então a acoimar as viagens e os ocupantes das naus, sob o argumento de que os temerários navegadores, movidos pela cobiça de fama, glória e riquezas, procuravam desastre para si mesmos e para o povo português.
Eis a arenga do Velho contra as viagens marítimas:
| 94 Mas um velho, de aspecto venerando, Que ficava nas praias, entre a gente, Postos em nós os olhos, meneando Três vezes a cabeça, descontente, A voz pesada um pouco alevantando, Que nós no mar ouvimos claramente, C'um saber só d'experiências feito, Tais palavras tirou do experto peito: 95 — "Ó glória de mandar! Ó vã cobiça Desta vaidade, a quem chamamos Fama! Ó fraudulento gosto, que se atiça C'uma aura popular, que honra se chama! Que castigo tamanho e que justiça Fazes no peito vão que muito te ama! Que mortes, que perigos, que tormentas, Que crueldades neles experimentas! | 96 — "Dura inquietação d'alma e da vida, Fonte de desamparos e adultérios, Sagaz consumidora conhecida De fazendas, de reinos e de impérios: Chamam-te ilustre, chamam-te subida, Sendo digna de infames vitupérios; Chamam-te Fama e Glória soberana, Nomes com quem se o povo néscio engana! 97 — "A que novos desastres determinas De levar estes reinos e esta gente? Que perigos, que mortes lhe destinas Debaixo dalgum nome preminente? Que promessas de reinos, e de minas D'ouro, que lhe farás tão facilmente? Que famas lhe prometerás? que histórias? Que triunfos, que palmas, que vitórias? |

Os Lusíadas, Canto IV, 94-97
Não se sabe ao certo qual o grau de assentimento de Camões à apóstrofe do Velho, havendo certa contradição entre, duma parte, a escrita de uma epopeia de grandes dimensões sobre as navegações, na qual se patenteia claro entusiasmo pelo empreendimento marítimo e, doutra parte, o discurso em questão, bem como alguns outros passos do poema, em que transpiram pessimismo e receio.